# Санта Роза до Пурус
Санта Роза ду Пурус е град и едновременно община в централната част на бразилския щат Акри. Общината е част от икономико-статистическия микрорегион Сена Мадурейра, мезорегион Вали ду Акри. Населението на общината към 2010 г. е 4612 души, а територията ѝ е 5981.137 km2.

## География
Общината е една от най-труднодостъпните в Бразилия. 82% от населението ѝ обитава селските райони. Центърът на общината – градчето Санта Роза, е разположено на брега на река Пурус. Единственият начин да бъде достигнат е чрез няколкодневно плаване с лодка по течението на реката или чрез малък самолет. Покрай единствената улица на града са наредени малки дървени къщички с ламаринени покриви.
Населението на Санта Роза ду Пурус през 2010 е 4612 жители, а територията ѝ е 5981 km² (0,7 д./km²).
Граничи на юг с Перу, на изток с община Мануел Урбану и на запад с община Фейжо.
Общината, заедно със съседите ѝ, Мануел Урбану и Сена Мадурейра е част от региона Алту Пурус. Присъствието на държавата тук е толкова ограничено, че жителите се оплакват от изолирания живот който водят. Входната точка на река Пурус в Бразилия от Перу е близо до града.
В региона има голямо биоразнообразие и могат да се наблюдават видове на изчезване, като напр. ягуар, черен кайман и почти изчезналия папагал син ара (едва 87 екземпляра общо по целия свят).

## Икономика
Основните икономически дейности в Санта Роза ду Пурус все още са ловът и риболовът като средство за прехрана, без да има признаци тези действия да влияят негативно на околната среда.
В опит да бъдат установени минимални условия за контрол на границите, армията строи медицинско заведение и аеродрум за големи самолети.
От 2003 г. градчето е свързано в ECT мрежа. Местната пощенска станция предлага и достъп до интернет и онлайн операции. Допреди това единствените средства за комуникация са местната радиостанция и високоговорителят на църквата.